# Selevkidsko cesarstvo
Selevkidsko cesarstvo (312–47 pr. n. št.) je bila grška država, ki je nastala po smrti Aleksandra Velikega na ozemlju njegovega imperija. Na svojem višku je obsegala Anatolijo, Levant, Mezopotamijo, Perzijo, Turkmenistan in Pamir.

## Delitev Aleksandrovega imperija
Aleksander Veliki je leta 323 pr. n. št. umrl brez odraslih potomcev in zapustil ogromen imperij. Regent cesarstva je postal Perdikas, ozemlje pa so si razdelili Aleksandrovi generali (diadohi) Ptolemaj I. Soter, Kasander, Lizimah in Selevk I. Nikator in postali nekakšni satrapi. 

## Selevkov vzpon
Aleksandrovi generali so se kmalu začeli boriti za oblast nad deli Aleksandrovega imperija. Prvi, ki se je uprl regentu Perdikasu, je bil satrap Egipta Ptolemaj. Njegov upor je leta 320 pr. n. št. povzročil novo delitev cesarstva. Selevk, ki je bil pod Perdikasom od leta 323 pr. n. št. vrhovni poveljnik vojske, kasneje pa je sodeloval pri njegovem umoru, je dobil Babilonijo in je takoj po prevzemu oblasti začel širiti ozemlje svoje države. Njegov prihod v Babilonijo leta 312 pr. n. št. se šteje za ustanovitev Selevkidskega cesarstva. Selevk je Babiloniji kmalu priključil Mezopotamijo, Armenijo, Kapadokijo, Fars, Partijo, Baktrijo, Arabijo, Tapurijo, Sogdijo, Arahozijo in Hikarnijo, tako da se je njegovo cesarstvo raztezalo od Frigije na zahodu do Inda na vzhodu.
Selevk je v Indiji sklenil pogodbo z indijskim kraljem Chandragupto, s katero mu je dostopil svoja vzhodna ozemlja, v zameno pa je dobil 500 bojnih slonov, ki so igrali pomembno vlogo v bitki pri Ipsu.

## Širitev proti zahodu
Po Selevkovi in Lizimahovi zmagi nad Antigonom Monoftalmom v bitki pri Ipsu leta 301 pr. n. št. je Selevk zasedel še vzhodno Anatolijo in severno Sirijo. V Siriji je ustanovil novo prestolnico, ki jo je po svojem očetu imenoval Antiohija na Orontu (današnja Antakya v vzhodni Turčiji). Drugo glavno mesto države je bila Selevkija na Tigrisu v severni Babiloniji. Selevkovo cesarstvo je doseglo največji obseg leta 281 pr. n. št. po zmagi nad nekdanjim zaveznikom Lizimahom v bitki pri Korupedionu, po kateri je Selevk svojo državo razširil nad celotno Anatolijo. Upal je, da bo osvojil tudi Lizimahova ozemlja v Evropi, prevsem Trakijo in Makedonijo, vendar so ga med izkrcanjem v Evropo ubili. 
Selevkov sin in naslednik Antioh I. Soter je nasledil ogromno državo, v katerem je bil skoraj ves azijski del Aleksandrovega cesarstva, njegovega evropskega dela pa ni bil sposoben osvojiti. Načrte sta mu prekrižala stalna tekmeca Antigon II. Gonat iz Makedonije in Ptolemaj II. Filadelf iz Egipta.

## Država postane prevelika
Večina vzhodnega dela Selevkidskega cesarstva je bila že pred Selevkovo smrtjo težko obvladljiva. Ko je Selevk leta 305 pr. n. št. napadel Indijo (Pandžab), se je spopadel s kraljem Čandragupto, za katerega trdijo, da je imel vojsko 600.000 vojakov in 9.000 bojnih slonov. Oba vladarja sta nazadnje sporazumela, da bo Selevk prepustil Čandragupti obširno ozemlje od Inda do meje današnjega Afganistana, v zameno pa bo dobil 500 bojnih slonov, ki so potem igrali pomembno vlogo v bitki pri Ipsu. Mir sta dopolnila z dogovorom, s katerim so se lahko selevkidske princese poročale na indijski dvor oziroma priznavanjem porok med Grki in Indijci. 
Selevk je na indijski dvor v glavnem mestu Pataliputra (današnja Patna v državi Bihar) poslal svojega ambasadorja Megastena, ki je podrobno opisal Indijo med Čandraguptovim vladanjem. Njegovi zapisi so delno ohranjeni. Ambasadorja je kasneje poslal tudi na dvor Čandraguptovega sina Bindusarja. 
Selevkidsko cesarstvo je pred Selevkovo smrtjo poleg doline Inda izgubilo še Gedrozijo na jugovzhodu Iranske planote in Arahozijo na zahodni obali Inda. Antioh I. Soter (281–261 pr. n. št.) in njegov sin Antioh II. Teos (261–246 pr. n. št.) sta bila stalno v vojnah s Ptolemajem II. za povrh pa so v Malo Azijo vdrli Galačani (Kelti) in ustanovili Galatijo, delno neodvisno in delno helenizirano kraljestvo, ki je obsegalo Bitinijo, Pont in Kapadokijo z glavnim mestom Pergamon. Svojo pozornost sta morala zato preusmeriti proti zahodu, medtem pa so se province na vzhodu začele osamosvajati. Proti koncu vladanja Antioha II. se je najprej osamosvojila Baktrija, ki je vladal satrap Diodot, kmalu zatem pa še Partija.
Okrog leta 246 pr. n. št. je prišel na prestol Selevkidskega cesarstva Antiohov sin Selevk II. Kalinik in za cesarstvo so se začeli težki časi. Selevka je v tretji sirski vojni najprej težko porazil Ptolemaj III. Egipčanski, potem pa se je začela državljanska vojna proti bratu Antiohu Hieraksu. Notranje spore sta izkoristili Baktrija in Partija in se odcepili od cesarstva. Nemiri so se začeli tudi v Mali Aziji in izgledalo je, da bodo Selevkidi popolnoma izgubili oblast. 
Leta 245 pr. n. št. je Diodot razglasil neodvisnost Baktrije in ustanovil Grško–baktrijsko kraljestvo. Za kraljestvo je bila značilna bogata helenistična kultura, ki je prevladovala približno do leta 125 pr. n. št. ko jo je uničila invazija nomadov s severa. Eden od grško–baktrijskih kraljev, Dimitrij I. Baktrijski, je okrog leta 180 pr. n. št. napadel Indijo in ustanovil Grško-indijsko kraljestvo, ki je živelo približno do leta 20.
Selevkidski satrap Partije Andagora je razglasil neodvisnost takoj po odcepitvi sosednje Baktrije. Oblast v Partiji je kmalu zatem prevzel partski plemenski poglavar Arsak, prvi iz dinastije arsakidov in okrog leta 238 pr. n. št. ustanovil mogočno Partsko cesarstvo.

## Oživitev cesarstva (223–191 pr. n. št.)
Leta 223 pr. n. št. je prišel na prestol Antioh III. Veliki, mlajši sin Selevka II.. V četrti sirski vojni proti Egiptu na začetku ni bil najbolj uspešen in je v bitki pri Raphiji leta 217 pr. n. št. doživel neprijeten poraz, potem pa je postal največji selevkidski vladar po Selevku I. Po porazu pri Raphiji je naslednjih deset let preživel v vzhodnem delu svojega cesarstva, kjer je ukrotil uporne vazale v Partiji in Baktriji in dosegel njihovo, vsaj formalno, poslušnost. Po Aleksandrovem zgledu se je nato odpravil v Indijo, kjer se je srečal s kraljem Sofagesenom. 
Leta 205 pr. n. št. se je vrnil na zahod in ugotovil, da je stanje po smrti Ptolemaja IV. ravno pravo za vojni pohod proti zahodu. S Filipom V. Makedonskim sta se dogovorila, da si bosta razdelila Ptolemajeva ozemlja. Začela se je peta sirska vojna, v kateri so Selevkidi po bitki pri Paniju 198 pr. n. št. Ptolemaju V. odvzeli Sirijo. Izgledalo je, da je Selevkidom uspelo v celoti restavrirati Selevkidsko cesarstvo.

## Ponovni razpad države
Antiohova slava ni trajala prav dolgo. Ko so njegovega nekdanjega zaveznika Filipa V. Makedonskega leta 197 pr. n. št. porazili Rimljani, je Antioh poskusil razširiti svoje cesarstvo na ozemlje Grčije. K temu ga je vzpodbudil tudi izgnani kartažanski general Hanibal. Sklenil je zavezništvo z Etolsko ligo in nato napadel Grčijo. Na žalost je bila ta odločitev zanj usodna. Rimljani so ga kar dvakrat težko porazili – prvič leta 191 pr. n. št. pri Termopilah, potem pa še leta 190 pr. n. št. pri Magneziji – in ga prisilili, da je leta 188 pr. n. št. v Apamei podpisal zanj neugodno mirovno pogodbo. Rimljanom je moral prepustiti vsa evropska ozemlja, Malo Azijo severno od gorovja Taurus do Pergama in plačati ogromno vojno odškodnino. Antioh se je po podpisu pogodbe odpravil na vojni pohod na vzhod, kjer je nameraval zbrati denar za plačilo odškodnine, in leta 187 pr. n. št. umrl.
Nasledil ga je sin Selevk IV. Filopator (187–175 pr. n. št.), ki je večino svojega vladanja posvetil zbiranju denarja za vojno odškodnino. Leta 175 pr. n. št. ga je minister Heliodor umoril in na prestol posadil Selevkovega mlajšega brata Antioha IV. Epifana. Antioh je z uspešno vojno proti Egiptu poskusil ponovno doseči ugled Selevkidov. Egipčansko vojsko je potisnil vse do Aleksandrije, potem pa se je moral zaradi groženj rimskega odposlanca Gaja Popilija Leanasa umakniti iz Egipta. 
Njegovo cesarstvo je še naprej razpadalo: vzhodne province so bile praktično brez nadzora, ker so v Perzijo so začeli vdirati Parti, v Judeji pa je zaradi Antiohove nasilne helenizacije prišlo do upora Judov, tako imenovanega upora Makabejcev. Poskusi, da bi se sporazumel s Parti in Judi, so bili neuspešni. Na vojnem pohodu proti Partom je Antioh leta 164 pr. n. št. umrl.

## Državljanska vojna
Po smrti Antioha IV. Epifana je postajalo Selevkidsko cesarstvo vedno bolj nestabilno, centralna oblast pa vedno manj vplivna. Epifanov mlajši sin Antioh V. Eupator je poskusil ponovno vzpostaviti oblast v Judeji, vendar ga je leta 161 pr. n. št. vrgel s prestola sin Demetrij I. Soter, njega pa leta 150 pr. n. št. Aleksander Balas. Aleksander Balas je vladal do leta 145 pr. n. št. ko ga je vrgel s prestola sin Demetrija I. Demetrij II. Nikator. Demetrij II. ni bil sposoben obvladovati celega cesarstva. Medtem, ko je iz Damaska vladal Babiloniji in vzhodni Siriji, so Balasovi privrženci, ki so najprej podpirali Balasovega sina Antioha VI., potem pa uporniškega generala Diodota Trifona, zasedli Antiohijo. 
Razpadanje cesarstva se je hitro nadaljevalo. Leta 143 pr. n. št. so svojo neodvisnost dosegli Judje pod vodstvom Makabejcev, ozemlja na vzhodu pa so osvajali Parti. Leta 139 pr. n. št. so Parti Demetrija II. porazili in ga ujeli in od takrat naprej obvladovali celotno Iransko višavje. Demetrijev brat Antioh VII. je za nekaj časa vzpostavil enotnost in moč Selevkidov, vendar to ni bilo dovolj, da bi preprečil vdiranje Partov. Leta 129 pr. n. št. so ga v bitki za obrambo Babilonije ubili. Po njegovi smrti se je oblast Selevkidov sesula, ker so se številni kandidati za njegovo nasledstvo zapletli v državljansko vojno, kateri ni bilo videti konca. 

## Propad (100–47 pr. n. št.)
Po letu 100 pr. n. št. se je ogromno Selevkidsko cesarstvo zmanjšalo na Antiohijo in nekaj sirskih mest. Kljub očitnemu propadu moči in zmanjšanemu kraljestvu, je plemstvo še vedno volilo kralje, pri čemer so občasno posredovali Ptolemaji iz Egipta in drugi zunanji vladarji. Selevkidi so se obdržali na oblasti samo zato, ker jih nihče ni hotel priključiti k svoji državi. V vojnah v Anatoliji med Mitrijadom VI. iz Ponta in Sulo iz Rima, sta obe sprti strani pustili Selevkide ob strani. 
Edini, ki je v stalnih notranjih spopadih na jugu videl priložnost za razširitev svoje države, je bil Mitrijadov ambicijozni zet Tigran Veliki, kralj Armenije. Leta 83 pr. n. št. je na vabilo ene od stalno sprtih strani napadel Sirijo in se kmalu zatem oklical za vladarja. Oblast Selevkidov se je dejansko končala. 
Leta 69 pr. n. št. sta Mitrijad in Tigran porazila rimskega generala Lucula in združila ostanke Selevkidskega cesarstva v državo, kateri je zavladal Antioh XIII. Državljanske vojne se kljub temu ni dalo preprečiti, ker se je za prestol potegoval še en Selevkid – Filip II. Po rimski zasedbi Ponta so postajali Rimljani vedno bolj zaskrbljeni zaradi stalnih nemirov v Siriji, ki so ji vladali Selevkidi. Potem, ko je leta 63 pr. n. št. porazil Mitrijada, je Pompej dobil nalogo, da obudi helenistični vzhod in ustanovi nova, Rimu podložna kraljestva in province. Nekatere podložne države, na primer Armenija in Judeja, so dobile nekaj samostojnosti in svoje kralje, za Selevkide pa je menil, da bodo stalno povzročali težave, zato je odstavil oba rivalska selevkidska princa in ustanovil rimsko provinco.
S tem je Antioh XI. ostal zadnji neodvisni Selevkid in je vladal na Cipru (92–49 pr. n. š.) in ga je po smrti nasledil njegov sin Selevk VII. Dve leti kasneje se je poklonil Juliju Cezarju, ko se je vračal iz Egipta v Rim ter dobil v zameno dvajsetletno guvernerstvo Cipra.

## Širjenje grške kulture
Selevkidsko cesarstvo, ki se je raztezalo od Egejskega morja do Afganistana, je bilo talilni lonec raznih narodov, med katerimi so bili najpomembnejši Grki, Armenci, Perzijci, Medijci in Judje. Izjemna velikost cesarstva in njena raznolikost sta povzročili, da so selevkidski vladarji poskušali uveljaviti politiko rasne enotnosti, ki jo je začel izvajati že Aleksander Veliki. Helenizacijo cesarstva so dosegli z ustanavljanjem grških mest, takšna je bila na primer Antiohija, ali pa so obstoječim mestom dali grška imena. Ustanavljanju novih grških mest je pripomogla prenaseljenost v notranjosti Grčije, zato je bilo prostrano Selevkidsko cesarstvo zelo primerno za kolonizacijo. Priseljenci so ponekod v celoti asimilirali domače prebivalstvo. Asimilacija je povzročila, da so domačini svoje običaje prilagodili grškim, vladajoča makedonska elita pa je privzela nekaj lokalne tradicije. Helenistične ideje so se po letu 313 pr. n. št. začele hitro prenašati na kulture Bližnjega in Srednjega vzhoda in Centralne Azije, kar je trajalo kakšnih 250 let. V tem času so vladarji sistematično zgradili mrežo nekaj sto mest, katerih namen je bil predvsem trgovanje in vzdrževanje oblasti. Mnogo obstoječih mest je bilo na tak ali drugačen način, ponekod tudi s silo, popolnoma heleniziranih. Sinteza helenističnih in prvotnih domačih kulturnih, verskih in filozofskih idej je dala v različnih delih cesarstva različne rezultate: nekje je prinesla mir, drugje pa je povzročila upore. Takšen primer so bili, na primer, Judje. Selevkidi so jih hoteli postopoma helenizirati, Judje pa so vztrajali pri judaizmu, kar je pripeljalo do vojne in na kocu do njihove osamosvojitve. 

## Seznam selevkidskih kraljev
| Selevkidski vladarji |                                       |                                                                         |                                                    | |
| Portret              | Ime                                   | Vladal                                                                  | Zakonec                                            | Komentar |
|                      | Selevk I. Nikator                     | Satrap 320–315 pr. n. št., 312–305 pr. n. št., kralj 305–281 pr. n. št. | Apama                                              | |
|                      | Antioh I. Soter                       | Sovladar od 291 pr. n. št., vladar 281–261 pr. n. št.                   | Stratonika Sirska                                  | Sovladar s svojim očetom. |
|                      | Antioh II. Teos                       | 261–246 pr. n. št.                                                      | Laodika I., Berenika                               | Laodiko in njenega sina so umorili. Berenika je bila hčerka Ptolemaja II. Filadelfa kralja Egipta                                                                                                 |
|                      | Selevk II. Kalinik                    | 246–225 pr. n. št.                                                      | Laodika II.                                        | |
|                      | Selevk III. Keraun (ali Soter)        | 225–223 pr. n. št.                                                      |                                                    | Selevka III. so umorili njegovi vojaki. |
|                      | Antioh III. Veliki                    | 223–187 pr. n. št.                                                      | Eubeja Kalhidska                                   | Antioh III. je bil brat Selevka III. |
|                      | Selevk IV. Filopator                  | 187–175 pr. n. št.                                                      | Laodika IV.                                        | Poroka med bratom in sestro. |
|                      | Antioh IV. Epifan                     | 175–163 pr. n. št.                                                      | Laodika IV.                                        | Poroka med bratom in sestro. |
|                      | Antioh V. Eupator                     | 163–161 pr. n. št.                                                      |                                                    | |
|                      | Demetrij I. Soter                     | 161–150 pr. n. št.                                                      | Laodika VI. (?)                                    | Sin Selevka IV. in Laodike IV. |
|                      | Aleksander I. Balas                   | 150–145 pr. n. št.                                                      | Kleopatra Tea                                      | Sin Antioha IV. in Laodike IV. |
|                      | Demetrij II. Nikator                  | Prvič 145–138 pr. n. št.                                                | Kleopatra Tea                                      | Sin Demetrija I. |
|                      | Antioh VI. Dioniz (ali Epifan)        | 145–140 pr. n. št.                                                      |                                                    | Sin Aleksandra Balasa in Kleopatre Tee. |
|                      | Diodot Trifon                         | 140–138 pr. n. št.                                                      |                                                    | General, regent za Antioha VI. Dioniza. Po njegovem umoru je sam zasedel selevkidski prestol. |
|                      | Antioh VII. Sidet (ali Everget)       | 138–129 pr. n. št.                                                      | Kleopatra Tea                                      | Sin Demetrija I. |
|                      | Demetrij II. Nikator                  | Drugič 129–126 pr. n. št.                                               | Kleopatra Tea                                      | Umorjen v zaroti, ki jo je organizirala Kleopatra Tea. |
|                      | Antioh VII. Sidet (ali Everget)       | 129–123 pr. n. št.                                                      |                                                    | Protikralj, ki je trdil, da je posvojenec Antioha VII. |
|                      | Kleopatra Tea                         | 126–121 pr. n. št.                                                      |                                                    | Hčerka Ptolemaja VI. Filometorja, kralja Egipta. Poročena je bila s tremi kralji: Aleksandrom Balasom, Demetrijem II. in Antiohom VII. Mati Antioha VI., Selevka V., Antioha VIII. in Antioha IX. |
|                      | Selevk V. Filometor                   | 126/125 pr. n. št.                                                      |                                                    | Umorjen na ukaz svoje matere Kleopater Tee. |
|                      | Antioh VIII. Grip                     | 125–96 pr. n. št.                                                       | Trifena Egipčanska, Kleopatra Selena I. Egipčanska | |
|                      | Selevk VI. Epifan Nikator             | 95–92 pr. n. št. ali 83 pr. n. št.                                      | Kleopatra Selena I.                                | |
|                      | Demetrij III. Euker (ali Filopator)   | 95–87 pr. n. št.                                                        |                                                    | |
|                      | Antioh XI. Epifan Filadelf            | 95–92 pr. n. št. ali 83 pr. n. št.                                      |                                                    | |
|                      | Filip I. Filadelf                     | 95–84/83 pr. n. št.                                                     |                                                    | |
|                      | Antioh XII. Dioniz                    | 87–84 pr. n. št.                                                        |                                                    | |
|                      | Selevk VII. Kibiosakt (ali Filometor) | 83–69 pr. n. št.                                                        |                                                    | |
|                      | Antioh XIII. Azijec                   | 69–64 pr. n. št.                                                        |                                                    | |
|                      | Filip II. Filoromej                   | 65–63 pr. n. št.                                                        |                                                    | |

## Ciprski Guvernerji
Zadnji Selevkidski vladar Selevk VII. se je l. 47 pr. n. št. vdal Juliju Cezarju. Julij Cezar je z njim podpisal pogodbo, s katero je Selevk priznal rimsko nadoblast na Cipru, vendar pa je on postal guverner Cipra za 20 let.
Kljub temu, da je leta 42 pr. n. š. Ciper prešel pod oblast Marka Antonija, je Selevk VII. l. 31 pr. n. š. podprl Oktavijana Cezarja, se odcepil od Vzhodnega imperija in vse razpoložljive kopenske in pomorske sile in 6 milijonov sestercev (v vrednosti 18 milijonov € danes) dal Oktavijanu Cezarju v zameno za dedno guvernerstvo na Cipru do takrat, ko vsi člani Selevkidske dinastije po moški in ženski liniji pomrejo. Oktavijan Cezar je to ponudbo sprejel in s tem denarjem plačal legije.

## Seznam selevkidskih voditeljev dinastije (47 pr. n. št.–1191 n. št.)
Rimski dedni guvernerji Cipra (47 pr. n. š. – 403 n. š.)
- Selevk VII. Cipriot (47–11 pr. n. št.)
- Selevk VIII. (11 pr. n. št.–24 n. š.)
- Artes I. (24–51 n. š.)
- Artezija I. (51–63)
- Artes II. (63–90)
- Selevk IX. (90–108)
- Selevk X. (108–116)
- Jupestron I. (116–161)
- Artezija II. (116–162)
- Selevk XI. (162–183)
- Artes III. (183–189)
- Jupestron II. (189–208)
- Selevk XII. (208–233)
- Artezija III. (233–243)
- Kvint I. (243–270)
- Antioh I. (270–271)
- Kvint II. (271–282)
- Jupestron III. (282–284)
- Selevk XIII. (284–318)
- Selevk XIV. (318–337)
- Artes IV. (337–375)
- Artesia IV. (375–389)
- Selevk III. (389–403)

Leta 395 se Rim zadnjič razdeli: Ciper pride pod Vzhodnorimsko cesarstvo – Kvint III. je zadnji rimski dedni guverner Cipra. Od 403 naprej so guvernerji bizantinski.
Bizantinski dedni guvernerji Cipra (403–1191)
- Jupestron IV. (403–452)
- Selevk XV. (452–468)
- Antioha II. (468-500)
- Drenus I. (500-525)
- Artezija V. (525–537)
- Kvint V. (537–548)
- Analija I. (548–568)
- Antioh XIV. (568–602)
- Selevk XVI. (602–607)
- Analina II. (607–626)
- Artes V. (626–641)
- Antioh III. (641–669)
- Analina III. (669)
- Evropa III. (672–713)
- Selevk XV. (713–745)
- Ortija I. (745–761)
- Dren II. (761–762)
- Selevk XVII. (762–815)
- Ortija II. (815–853)
- Artezija VI. (853–864)
- Selevk XVI. (864–905)
- Dren III. (905–914)
- Jupestron V. (914–951)
- Artes VI. (951–989)
- Artezija VII. (989–1002)
- Dren IV. (1002–1010)
- Selevk XVIII. (1010–1044)
- Dren V. (1044–1076)
- Ortija III. (1076–1082)
- Balduin I. (1082–1097)
- Jupestron VI. (1097–1130)
- Analina IV. (1130–1152)
- Antioh XVII. (1152–1173)
- Artes VII. (1173–1188)
- Analina V. (1188–1191) zadnja Selevkidska guvernerka na Cipru (1188–1191). Po križarskem zavzetju Cipra se preseli v Epir in ustanovi »Analinsko vejo Selevkidov« (1198–1810) ki je probizantinska.

Dren VI., ker ga bizantinski cesar ne podpre za ciprskega guvernerja, se udeleži IV. križarskega pohoda. Z nekaj privrženci nagovori križarje v oplenjenje Konstantinopla. Ustanovi »drenidsko vejo Selevkidov« (1193–danes) ki je »antibizantinska«. Med njegovimi potomci so bili kasneje s političnimi porokami tudi nazivni "Latinski cesarji" Konstantinopla (1273–1383).